# Plage de Sakarun
 (juin 2025).
Sakarun est une plage de sable de 800 m de long, située sur la mer Adriatique, sur la côte nord-ouest de l'île croate de Dugi Otok, près des villages de Veli Rat, Verunić, Soline et Božava.
La baie de Sakarun est devenue membre du club des « Plus belles baies du monde » qui regroupe des baies de 25 pays sur tous les continents.

## Description
La baie de Sakarun s'étend sur 80 ha. La mer a une profondeur de 10 mètres et sa particularité est le sable blanc et fin, et il y a aussi des galets. L'ensemble est entouré une végétation méditerranéenne caractéristique de garrigue, de maquis, de pins noirs et d'Alep. Les fonds marins sont riches en herbiers de Posidonia oceanica, une espèce endémique méditerranéenne, et de nombreuses autres espèces qui ont été proposées pour le réseau européen d'habitats Natura 2000. La biodiversité est l'une des raisons pour lesquelles Sakarun est protégée dans la catégorie des paysages importants.

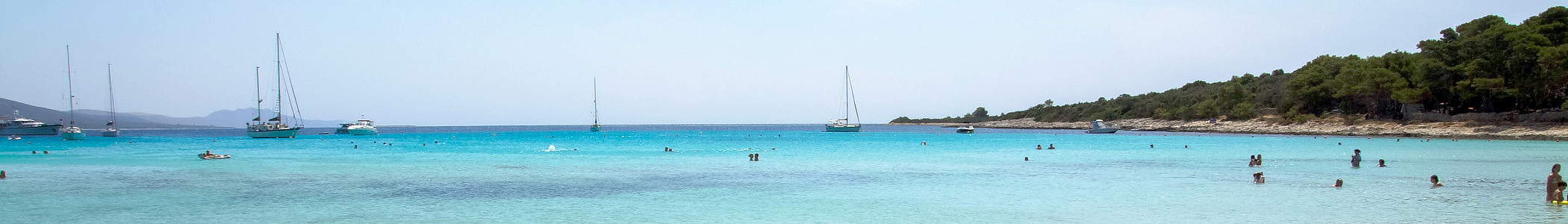
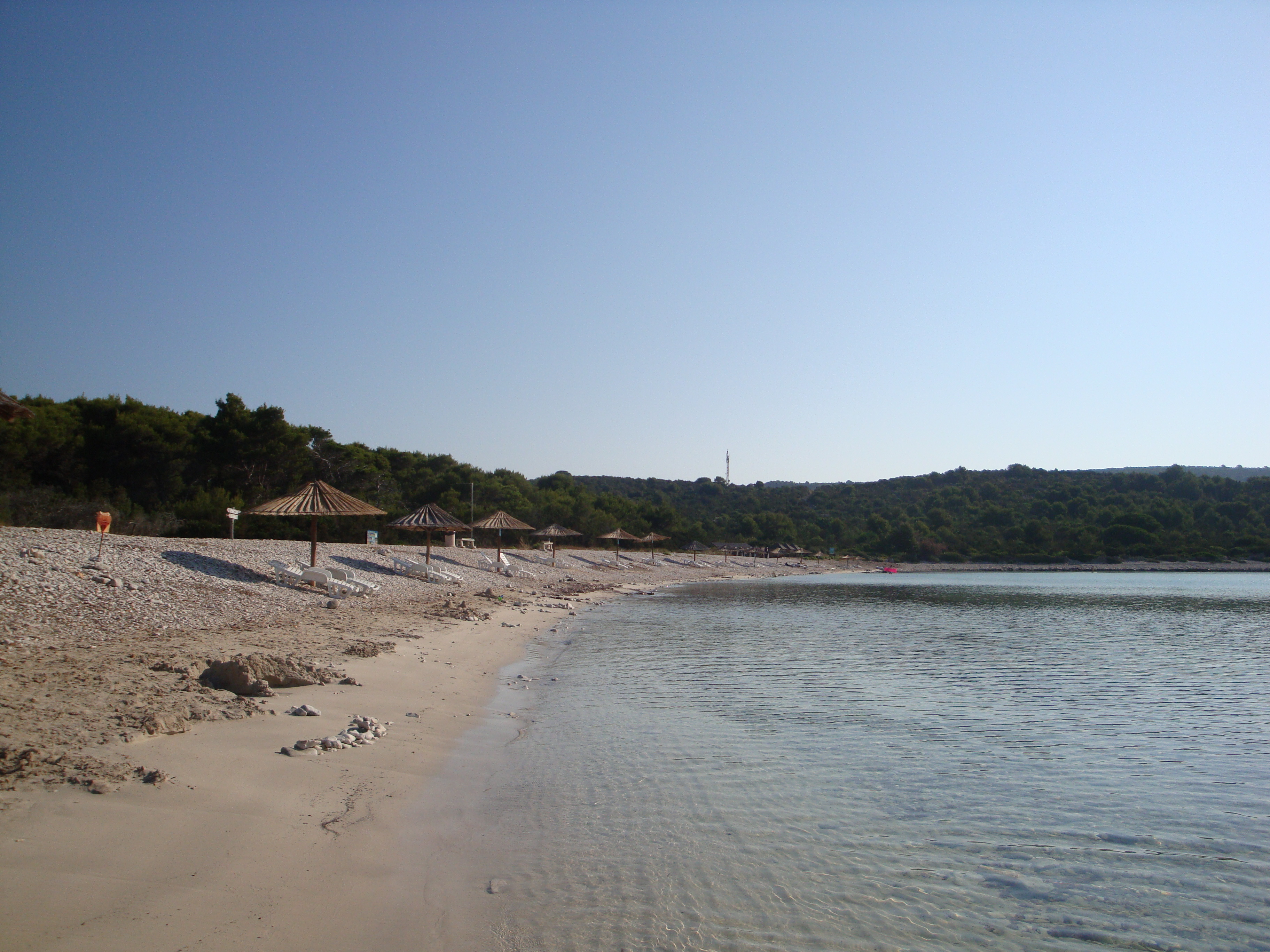
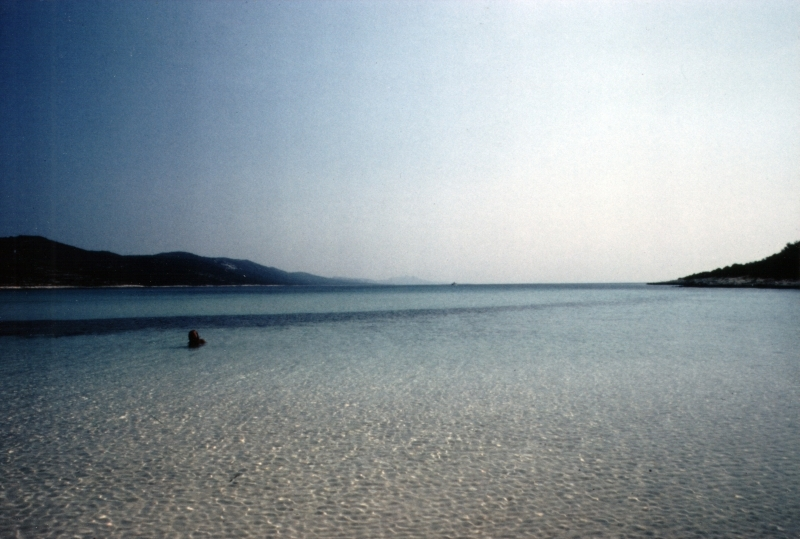